# یواس‌اس ارانر (ای‌ایکس-۵۷)
یواس‌اس ارانر (ای‌ایکس-۵۷) (به انگلیسی: USS Araner (IX-57)) یک کشتی بود که طول آن ۱۰۶ فوت ۵ اینچ (۳۲٫۴۴ متر) بود.